# Profondità (algebra)
In algebra commutativa, la profondità (o grado) di un modulo è un invariante usato specialmente nello studio degli anelli noetheriani. In particolare, è usato per definire gli anelli di Cohen-Macaulay.

## Successioni regolari
Sia {\displaystyle I} un ideale di un anello commutativo unitario {\displaystyle A} e sia {\displaystyle M} un {\displaystyle A}-modulo tale che {\displaystyle IM\neq M}. Una successione {\displaystyle a_{1},\ldots ,a_{n}} di elementi di {\displaystyle I} è una {\displaystyle I}-successione regolare di {\displaystyle M} se, per ogni {\displaystyle i} compreso tra {\displaystyle 1} ed {\displaystyle n} l'elemento {\displaystyle a_{i}} non è un divisore dello zero del modulo {\displaystyle M/(a_{1},\ldots ,a_{i-1})M}.
In generale, la permutazione di una successione regolare non è una successione regolare; ad esempio, se {\displaystyle K} è un campo e {\displaystyle A=M=K[x,y,z]} è l'anello dei polinomi in tre indeterminate, allora {\displaystyle (x-1)y,x,(x-1)z} è una successione regolare, ma non lo è {\displaystyle (x-1)y,(x-1)z,x}, in quanto {\displaystyle (x-1)z} è un divisore dello zero di {\displaystyle A/(x-1)yA}. Se {\displaystyle A} è noetheriano, una condizione sufficiente perché ogni permutazione di una permutazione regolare sia ancora una successione regolare è che l'ideale {\displaystyle I} sia contenuto nel radicale di Jacobson; in particolare, questo avviene se {\displaystyle A} è un anello locale.
Una {\displaystyle I}-successione regolare {\displaystyle a_{1},\ldots ,a_{n}} è massimale se non può essere ulteriormente allungata, ovvero se tutti gli elementi di {\displaystyle A} sono divisori dello zero di {\displaystyle M/(a_{1},\ldots ,a_{n})M}. In generale, due successioni regolari massimali possono avere lunghezze diverse; questo non avviene però se {\displaystyle A} è un anello noetheriano e {\displaystyle M} è un {\displaystyle A}-modulo finitamente generato.

## Definizione
Sia {\displaystyle I} un ideale di un anello commutativo unitario {\displaystyle A} e sia {\displaystyle M} un {\displaystyle A}-modulo tale che {\displaystyle IM\neq M}. La profondità di {\displaystyle M} rispetto ad {\displaystyle I} è la massima lunghezza di una {\displaystyle I}-successione regolare di {\displaystyle M}; se non vi sono {\displaystyle I}-successioni regolari, la profondità è 0, mentre se vi sono successioni arbitrariamente lunghe, o successioni infinite, la profondità è infinita. Viene indicata con {\displaystyle \mathrm {depth} _{I}(M)} (dall'inglese depth = profondità).
Se {\displaystyle M=A}, allora {\displaystyle \mathrm {depth} _{I}(A)} è indicato anche come {\displaystyle \mathrm {depth} (I)} ed è detto la profondità di {\displaystyle I}. Se inoltre {\displaystyle A} è un anello locale con ideale massimale {\displaystyle {\mathfrak {m}}}, allora {\displaystyle \mathrm {depth} ({\mathfrak {m}})} è chiamato profondità di {\displaystyle A}, ed è indicato con {\displaystyle \mathrm {depth} (A)}.
Nel caso degli anello noetheriani locali, una definizione equivalente può essere data attraverso l'algebra omologica: la {\displaystyle I}-profondità di {\displaystyle M} è il minimo intero {\displaystyle i} tale che {\displaystyle \operatorname {Ext} ^{i}(R/I,M)\neq 0} (dove  {\displaystyle \operatorname {Ext} } indica il funtore Ext).

## Proprietà
Un modulo {\displaystyle M} ha profondità 0 rispetto ad {\displaystyle I} se e solo se {\displaystyle I} è contenuto nell'insieme dei divisori dello zero di {\displaystyle M}; in particolare, {\displaystyle \mathrm {depth} (I)=0} se e solo se tutti gli elementi di {\displaystyle I} sono divisori dello zero. Di conseguenza, se {\displaystyle A} è un dominio d'integrità allora tutti gli ideali non nulli (e, quindi, l'anello stesso) hanno profondità positiva.
Quando l'anello è noetheriano, si può legare la profondità di un ideale ad altre sue caratteristiche. In questo caso, la profondità di un ideale {\displaystyle I} è uguale a quella del suo radicale, ed esiste sempre un ideale primo contenente {\displaystyle I} che ha la stessa profondità di {\displaystyle I}. Questo permette, procedendo per induzione, di dimostrare che la profondità di {\displaystyle I} è sempre minore o uguale della sua altezza. Un anello noetheriano tale che {\displaystyle \mathrm {depth} (I)=h(I)} per ogni ideale {\displaystyle I} è detto anello di Cohen-Macaulay.
Sempre nel caso noetheriano, la profondità di un modulo finitamente generato {\displaystyle M} rispetto ad un ideale {\displaystyle I} è sempre minore o uguale del numero di elementi necessari a generare {\displaystyle I}. Se inoltre {\displaystyle I=(a_{1},\ldots ,a_{n})} è contenuto nel radicale di Jacobson di {\displaystyle A}, allora {\displaystyle \mathrm {depth} _{I}(M)=n} se e solo se {\displaystyle a_{1},\ldots ,a_{n}} è una successione regolare. Questi due risultati sono noti come teoremi di unmixedness.
È anche possibile legare la profondità di un modulo con quella delle sue localizzazioni. Infatti, se {\displaystyle S} è una parte moltiplicativa di {\displaystyle A}, allora una successione regolare {\displaystyle a_{1},\ldots ,a_{n}} di {\displaystyle M} è anche una successione regolare di {\displaystyle S^{-1}M}, purché {\displaystyle (a_{1},\ldots ,a_{n})S^{-1}M\neq S^{-1}M}. In particolare, se {\displaystyle S^{-1}IM\neq S^{-1}M}, allora {\displaystyle \mathrm {depth} _{I}(M)\leq \mathrm {depth} _{S^{-1}I}(S^{-1}M)}, e dunque {\displaystyle \mathrm {depth} (I)\leq \mathrm {depth} (S^{-1}I)}. Se {\displaystyle A} è noetheriano, per ogni ideale {\displaystyle I} esiste sempre un ideale massimale {\displaystyle {\mathfrak {m}}} che contiene {\displaystyle I} tale che  {\displaystyle \mathrm {depth} (I)=\mathrm {depth} (I_{\mathfrak {m}})}. In particolare, la profondità di {\displaystyle {\mathfrak {m}}} è uguale alla profondità dell'ideale massimale di {\displaystyle A_{\mathfrak {m}}}.
Un'importante proprietà della profondità è espressa dalla formula di Auslander-Buchsbaum, che afferma che, se {\displaystyle A} è un anello locale noetheriano ed {\displaystyle M} è un {\displaystyle A}-modulo finitamente generato e di dimensione proiettiva {\displaystyle \mathrm {pd} _{A}(M)} finita, allora
{\displaystyle \mathrm {pd} _{A}(M)+\mathrm {depth} (M)=\mathrm {depth} (A)}.